# Малоско
Мало̀ско (на италиански: Malosco; на ладински: Malos'c', Малосч) е село и община в Северна Италия, автономна провинция Тренто, автономен регион Трентино-Южен Тирол. Разположено е на 1041 m надморска височина. Населението на общината е 431 души (към 2018 г.).